# Burry Port
Burry Port is een plaats in Wales, in het bestuurlijke graafschap Carmarthenshire en in het ceremoniële behouden graafschap Dyfed.

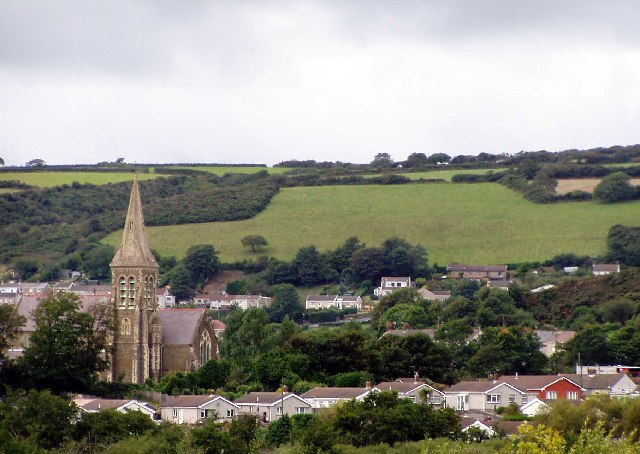